# Anopsicus lucidus
Anopsicus lucidus là một loài nhện trong họ Pholcidae. Loài này được phát hiện ở México.